# Hans Friedrich von Rochow
Hans Friedrich II. von Rochow (* 1698 in Plessow, heute Ortsteil von Werder (Havel); † 1787 in Brandenburg an der Havel) war ein preußischer Generalleutnant und Kommandant von Berlin während des Siebenjährigen Krieges.

## Leben
Er war in der Jugend als erstes Mitglied seiner Familienlinie mit seinem jüngeren Bruder Gottfried Christian zwei Jahre auf der Ritterakademie in Dom Brandenburg. Hans Friedrich begann dann seine Laufbahn beim „langen Regiment“ des Königs Friedrich Wilhelm I., wo er bis zum Hauptmann gebracht hatte. Nach der Auflösung des Regiments diente er zunächst in Magdeburg unter dem Prinzen von Braunschweig, 1744 wurde er im Rang eines Obersts zum Kommandanten der Festung Neisse, kurz vor Beginn des Siebenjährigen Krieges nahm er als Generalmajor Abschied vom Dienst.
Hans Friedrich von Rochow heiratete im Jahr 1733 die am 7. Januar 1713 in Bredow geborene Gottlieb Eleonore von Bredow aus dem Haus Bredow, Tochter von Jakob Ludolf III. von Bredow und dessen zweiter Ehefrau Anna Maria von Hünicke aus dem Haus Paaren. Eleonore starb am 21. Januar 1750 mit 37 Jahren auf Burg Zolchow. Ihr Mann überlebte sie um ebenfalls 37 Jahre.
Aus der Ehe von Hans Friedrich und Gottlieb Eleonore entstammten vier Söhne, die alle kinderlos und in jungen Jahren starben. Das zweitgeborene Kind war eine Tochter mit Namen Sophie Maria Luise (geb. 31. Oktober 1735, gest. 1756), die den Landrat Hans Ernst von Arnim auf Lützlow und Neuensund heiratete, mit dem sie zahlreiche Nachkommen hatte.

## Siebenjähriger Krieg
Mit dem Ausbruch des Krieges wieder im Dienst, wurde er, da er frontuntauglich war (wegen einer Rückenkrankheit konnte er nicht reiten), zum Berliner Kommandanten und gleichzeitig zum Generalleutnant befördert. Obwohl er über die Annäherung eines österreichischen Korps im Oktober 1757 informiert wurde, hat er fast nichts unternommen, um die Verteidigung der Hauptstadt zu organisieren. Nachdem die Österreicher unter Hadik die Köpenicker Vorstadt von Berlin erobert hatten, floh er aus der Stadt nach Spandau mit dem Rest der geschlagenen Garnison unter dem Vorwand, die Königin beschützen zu müssen. Nach seiner Rückkehr wurde von der Menge der aufgebrachten Berliner bedrängt und mit Steinen beworfen, sein Haus musste man unter Bewachung stellen, jedoch blieb er trotz seiner Blamage weiter im Amt.
1760 bekam er als erster die Meldung über die Vorbereitung einer russischen Expedition gegen Berlin und lief, nach einer Zeugenaussage, „wie vom Blitzstrahl getroffen“ Tage lang herum „ohne daß der Grund verlautete, so daß man in der Stadt besorgte, dem Könige sei ein Unglück zugestoßen“. Die Verteidigung der Hauptstadt übernahmen Feldmarschall Lehwaldt und General Seydlitz und retteten dadurch Rochow vorerst vor einer erneuten Blamage.
Dann jedoch erhielten die Russen Verstärkung durch ein österreichisches Korps und besetzten Berlin erneut. Nachdem Rochow am 9. Oktober 1760 die Kapitulation der Stadt mit dem General Tottleben ausgehandelt hatte, ging er in russische Gefangenschaft und reichte nach seiner Rückkehr 1764 den endgültigen Abschied ein. Er lebte lange in Brandenburg an der Havel, starb in einem für damalige Zeiten sehr hohen Alter und war zuletzt Gutsherr der älteren Besitzungen des Hauses von Rochow-Plessow, nämlich auf Plessow, Zolchow, Ferch, Bliesendorf, Kammerode, Resau, Wildenbruch, Klaistow und halb Kanin. Die Güter erbte dann ein Neffe aus der Nebenlinie Plessow-Stülpe, Friedrich Ludwig von Rochow (1745–1808).